# Assemblée provinciale du Sankuru
Bureau définitif
Lusambo
L’Assemblée provinciale du Sankuru est l’organe législatif décentralisé de la province du Sankuru (province), en République démocratique du Congo. Elle joue un rôle clé dans la gouvernance locale, l’élaboration des lois provinciales et le contrôle de l’exécutif provincial.

## Historique
Créée dans le cadre de la constitution de 2006 qui a introduit la décentralisation en République démocratique du Congo, l'assemblée provinciale du Sankuru est l'un des organes représentatifs instaurés pour renforcer l'autonomie provinciale. Elle a officiellement été mise en place en 2009, à la suite des premières élections provinciales organisées après cette réforme.

### Siège
L’assemblée provinciale du Sankuru siège dans la ville de Lusambo, chef-lieu de la province. Son bâtiment principal, un édifice historique rénové, est situé au centre de la ville et symbolise l’ancrage institutionnel et politique de la province.

## Corps et structure
L’assemblée provinciale est composée d’élus représentant les différents territoires et circonscriptions du Sankuru,.

### Membres
Elle est constituée de 25 députés provinciaux, élus au suffrage universel direct lors des élections provinciales. Ces membres sont responsables de représenter les intérêts de leurs circonscriptions et de contribuer aux débats et décisions relatifs à la province,.

### Bureau de l'assemblée
Le Bureau de l’assemblée Provinciale est l’organe dirigeant qui coordonne les activités et les débats parlementaires,. Il est composé de :
- Un Président, qui dirige les sessions plénières et représente officiellement l’Assemblée[7],[8] ;
- Un Vice-président, chargé d’assister le Président et de coordonner certains travaux[9] ;
- Un Rapporteur, responsable de la documentation et des comptes rendus ;
- Un Rapporteur adjoint, qui appuie le rapporteur ;
- Un Questeur, chargé des finances et de la logistique.

### Commissions permanentes
L’assemblée provinciale compte plusieurs commissions permanentes chargées d’étudier des questions spécifiques et de proposer des recommandations. Les principales commissions incluent :
- La Commission des Finances et du Budget : gestion des ressources financières provinciales.
- La Commission des Infrastructures et du Développement : suivi des projets d’aménagement.
- La Commission Politique, Administrative et Judiciaire (PAJ) : analyse des lois et des questions institutionnelles[10].

## Rôles et missions
L’Assemblée Provinciale du Sankuru joue un rôle essentiel dans la gouvernance provinciale. Ses principales missions sont :
1. Législation : adopter les édits provinciaux, qui sont des lois applicables dans la province.
2. Contrôle : surveiller l’action de l’exécutif provincial, notamment en interrogeant les ministres provinciaux et en émettant des résolutions.
3. Budget : examiner, amender et voter le budget provincial présenté par le Gouverneur[11].
4. Représentation : défendre les intérêts de la population locale en collaborant avec les autorités nationales et internationales[12].

## Défis et enjeux
L’assemblée provinciale du Sankuru fait face à plusieurs défis dans l’exercice de ses fonctions :
- Financements limités : les ressources allouées à la province restent insuffisantes pour répondre aux besoins de développement.
- Infrastructure inadéquate : le manque de routes et de moyens de communication entrave les déplacements des élus et la mise en œuvre des projets.
- Renforcement institutionnel : besoin d’une meilleure formation des députés pour accroître leur efficacité.
- Collaboration avec l’exécutif : des tensions occasionnelles entre l’Assemblée et le Gouverneur peuvent compliquer les projets de développement.

Malgré ces défis, l'Assemblée Provinciale du Sankuru continue de jouer un rôle central dans la construction d'une gouvernance décentralisée efficace pour répondre aux besoins des habitants.